# Sződ-Sződliget megállóhely
Sződ-Sződliget megállóhely egy Pest vármegyei vasúti megállóhely Sződliget településen, a helyi önkormányzat üzemeltetésében. A belterület délkeleti széle mellett helyezkedik el, a másik névadó település, Sződ lakott területétől jóval messzebb, 1,5-2 kilométer távolságra nyugatra; közúti elérését a 21 112-es számú mellékút biztosítja.

## Vasútvonalak
A megállóhelyet az alábbi vasútvonalak érintik:
- Budapest–Szob-vasútvonal

## Kapcsolódó állomások
A megállóhelyhez az alábbi állomások vannak a legközelebb:
- Felsőgöd megállóhely (Budapest–Szob-vasútvonal)
- Vác-Alsóváros megállóhely (Budapest–Szob-vasútvonal)

## Megközelítés tömegközlekedéssel
- Elővárosi busz:  343, 344

## Forgalom
| Járat | Útvonal | Gyakoriság                             |
| ----- | --- | -------------------------------------- |
| S70   | Budapest-Nyugati – Rákosrendező – Istvántelek – Rákospalota-Újpest – Dunakeszi alsó – Dunakeszi – Dunakeszi-Gyártelep – Alsógöd – Göd – Felsőgöd – Sződ-Sződliget – Vác-Alsóváros – Vác (– Verőce – Kismaros – Nagymaros-Visegrád – Nagymaros – Zebegény – Szob alsó – Szob) | Félóránként, hétvégén éjszaka óránként |